# Балчано (Перуђа)
Балчано је насеље у Италији у округу Перуђа, региону Умбрија.
Према процени из 2011. у насељу је живело 28 становника. Насеље се налази на надморској висини од 685 м.